# Thomas Klein (Philologe)
Thomas Klein (* 1957 in Siegen) ist ein deutscher mittel- und neulateinischer Philologe. Er ist emeritierter Professor für Mittel- und Neulateinische Philologie an der Martin-Luther-Universität Halle-Wittenberg.

## Leben
Thomas Klein studierte zunächst Anglistik, Philosophie und Katholische Theologie in Paderborn und Siegen, ab 1979 Klassische Philologie, Mittellateinische Philologie und Philosophie in Bonn. 1985 wurde er bei Otto Zwierlein mit der Dissertation Parrasios Epikedion auf Ippolita Sforza. Ein Beispiel schöpferischer Aneignung insbesondere der Silven des Statius promoviert. Von 1989 bis 1990 war er wissenschaftlicher Mitarbeiter am Bonner Mittellateinischen Seminar, zwischen 1990 und 1992 Lynen-Stipendiat der Alexander-von-Humboldt-Stiftung am Pembroke College der University of Cambridge. Von 1992 bis 1997 war er Assistent am Lehrstuhl für Lateinische Philologie des Mittelalters in Bonn (Dieter Schaller). Dort habilitierte er sich 1997 für das Fach Mittel- und Neulateinische Philologie mit einer Arbeit über den französischen Kanoniker Guido von Bazoches.
Nach Vertretungsprofessuren 1997/1998 an der Bergischen Universität Wuppertal und 2001/2002 an der Ludwig-Maximilians-Universität München wurde er 2002 auf die Professur für Lateinische Philologie des Mittelalters und der Neuzeit an der Martin-Luther-Universität Halle-Wittenberg berufen. Seine Professur wird nach seiner Emeritierung nicht nachbesetzt.
Kleins Forschungen konzentrieren sich besonders auf die lateinische Dichtung Frankreichs im Hoch- und Spätmittelalter. Er ist Autor mehrerer Standardwerke zur Mittellateinischen Philologie und seit 2010 Federführender Herausgeber des Mittellateinischen Jahrbuchs.

## Forschungsschwerpunkte
- Weltchronistik (Guido von Bazoches; Hugo von Fleury)
- Pragmatische Schriftlichkeit (Alexander Neckam; Gilles de Corbeil, Medizinische Lehrschriften; Konrad von Mure)
- Lateinische Tierdichtung des Mittelalters und der Frühen Neuzeit (Fabel; Epos)
- Misogyne Literatur des Mittelalters (Matthaeus von Boulogne; Jehan Lefèvre)
- Hagiographie (Theophilus; Eustachius; Alexius; Brendan; Thomas Becket)
- Verssatire und Invektive (Gilles de Corbeil, Ierapigra ad purgandos prelatos; Michael of Cornwall)
- Exempelliteratur des Hochmittelalters (Petrus-Alfonsi-Rezeption; Compilatio singularis exemplorum)
- Novellistik des Mittelalters und der Frühen Neuzeit
- Lateinisch-deutsche Märendichtung
- Fürstenspiegel der Frühen Neuzeit (Erasmus von Rotterdam; Johannes Dubravius)

## Mitgliedschaften (Auswahl)
- Società Internazionale per lo Studio del Medioevo Latino
- Accademia Peloritana dei Pericolanti di Messina
- Beirat der Quaderni Petrarcheschi
- Berliner Wissenschaftliche Gesellschaft
- Akademie Gemeinnütziger Wissenschaften zu Erfurt

## Einzelnachweis
1. ↑  Personalratszeitung der Martin-Luther-Universität Halle-Wittenberg 1/2022 (Memento vom 9. März 2022 im Internet Archive), S. 21.

| Personendaten    | Personendaten       |
| ---------------- | ------------------- |
| NAME             | Klein, Thomas       |
| KURZBESCHREIBUNG | deutscher Mediävist |
| GEBURTSDATUM     | 1957                |
| GEBURTSORT       | Siegen              |